# Пустовой, Ярослав Игоревич
Ярослав Игоревич Пустовой (укр. Ярослав Ігорович Пустовий, род. 29 декабря 1970) — украинский космонавт. Дублёр Леонида Каденюка, собственного опыта полётов в космос не имеет.

## Биография
Родился в Костроме, но живёт в Киеве, и на его скафандре нашиты украинский и американский флаги.
В 1988 году окончил среднюю школу, а в 1993 году окончил Военную инженерно-космическую академию им. Можайского в Санкт-Петербурге. В 1996 году защитил диссертацию в Харьковском государственном университете.
С января 1995 года трудился в институте земного магнетизма АН Украины. До 2004 года работал в НКАУ (Национальное космическое агентство Украины). С лета 2004 года работает в компании Canadian Arrow, входит в команду разработчиков Центра подготовки космонавтов.
В 1996 году во время набора по программе совместного американо-украинского полёта (набор НКАУ-1) прошёл отбор и медицинскую комиссию в Киеве на базе институтов Академии медицинских наук и был отправлен в США, где прошёл медкомиссию в Центре Джонсона и первично-ознакомительную подготовку к проведению космического эксперимента в Центре им. Кеннеди. После этого в ноябре 1996 года был окончательно утверждён на включение в экипаж. С декабря 1996 года проходил подготовку к полёту в Центре им. Кеннеди. В мае 1997 года был назначен дублёром первого украинского астронавта Леонида Каденюка. Выбран в отряд астронавтов Canadian Arrow в июне 2003 года.
Ярослав изучил английский и французский языки. Играет в футбол, бадминтон. У него есть жена Олеся и дочь Анастасия.
В 1998 году награждён орденом «За заслуги» III степени